# Piotr Wojtasik

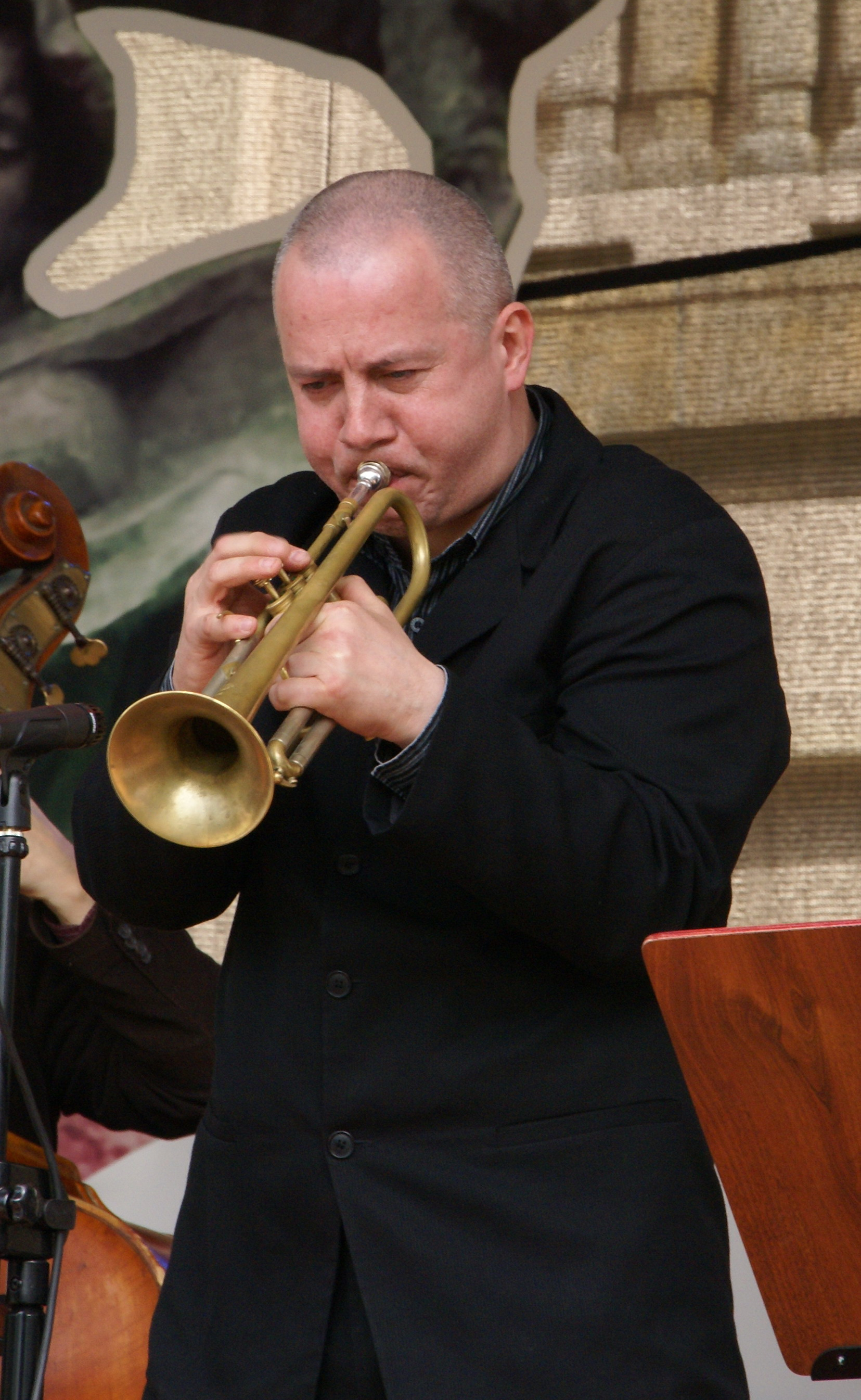
Piotr Wojtasik (2010)

Piotr Wojciech Wojtasik (* 10. Juni 1964 in Breslau) ist ein polnischer Musiker des Modern Jazz (Trompete, Flügelhorn, Komposition).

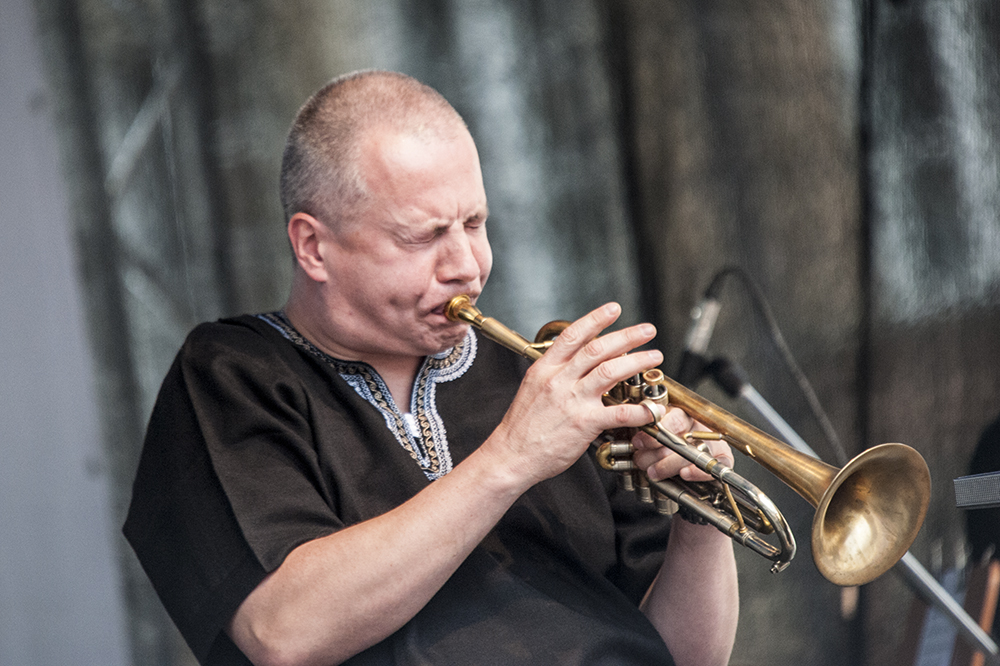
Der polnische Jazztrompeter Piotr Wojtasik auf dem Altstädter Ring in Warschau, Polen, im Juli 2012.

## Leben und Wirken
Wojtasik begann bereits während seines Jazzstudiums an der Musikakademie Katowice (1983–87) als professioneller Musiker zu arbeiten. Mit der von Wojciech Niedziela geleiteten Band New Presentation ging er 1983 ins Plattenstudio und spielte in den nächsten Jahren auf dem Jazz Jamboree ebenso wie in den Nachbarländern. Seit 1986 war er auch Mitglied von Young Power, mit der er auf dem Molde International Jazz Festival und dem schwedischen Festival Jazz and Blues auftrat. In den frühen 1990er Jahren gehörte er zur Gruppe Quintessence und zum Quintett von Krzysztof Popek, mit dem er auch später mehrfach aufnahm. 1994 wurde er zum jährlichen Bigband-Projekt der Europäischen Rundfunkunion eingeladen, das von Jerry van Rooyen in Amsterdam geleitet wurde. 1997 gründete er sein eigenes Quintett, das bis 2001 bestand und in vielen europäischen Jazzclubs (etwa dem Quasimodo oder dem Porgy & Bess) und allen größeren polnischen Jazzfestivals spielte. 
Wojtasik ist auch auf Aufnahmen von Leszek Możdżer (Talk to Jesus), Jan Wróblewski (Made in Poland), Jarosław Śmietana (Ballads), Kuba Stankiewicz, Anna Maria Jopek (Szeptem), Zbigniew Namysłowski (3 Nights), Anna Serafinska, Karolina Styla, Dominik Bukowski oder Piotr Baron zu hören. Er hat weiterhin mit David Friedman, Ed Schuller, Harvie Swartz, Gary Bartz, Louis Hayes, David Friesen, Mark Soskin und dem Filmkomponisten Zbigniew Preisner zusammengearbeitet.
Seit 1990 gehörte er als Dozent zur Jazzabteilung der Musikakademie Katowice.

## Preise und Auszeichnungen
Wojtasiks Album Hope erhielt 2003 einen Fryderyk („Polnischer Grammy“) für das beste polnische Jazzalbum; er selbst erhielt damals den Fryderyk als bester polnischer Jazzmusiker. 2008 erhielt er einen weiteren Fryderyk als Jazzmusiker des Jahres; sein Album Circle erhielt den Fryderyk als bestes Jazzalbum des Jahres. 2020 erhielt Wojtasik das Verdienstkreuz der Republik Polen in Silber.

## Diskographische Hinweise
- Lonely Town (1994, Bestes Album 1995 im Leserpoll des Jazz Forum; nominiert für einen Fryderyk)
- Quest (1996, mit Billy Harper, Leszek Możdżer, Buster Williams, Ben Riley)
- Escape feat. Tomasz Szukalski (1999, mit Maciej Sikała, Sławomir Kurkiewicz, Krzysztof Dziedzic)
- Hope (2003, mit David Liebman, Maciej Sikała, Leszek Możdżer, Clarence Seay, Ronnie Burrage)
- Michel Donato / François Théberge / Piotr Wojtasik Donato et ses amis (2004)
- Colors (2005, mit François Théberge, Nicolas Simion, Michael Donato, John Betsch)
- Circle (2007, mit Zbigniew Namysłowski, François Théberge, Henryk Miśkiewicz, Andrzej Jagodziński, Jean-Jacques Avenel, John Betsch, Paul Wertico, Tomas Celis Sanchez, Barbara Witkowska u. a.)
- Judy Bady / Piotr Wojtasik Blackout (2009, mit Francesca Tanksley, Wayne Dockery, Newman Taylor Baker)
- To Whom It May Concern (2018, mit Viktor Tóth, Sylwester Ostrowski, Bobby Few, Joris Teepe, John Betsch)